# グリーンランドの紋章
グリーンランドの紋章は、青い地にホッキョクグマが描かれた紋章である。1989年に採用された。
グリーンランドの動物相を象徴するホッキョクグマは後ろ足で立ちあがっている。前足は左を上げているが、これはホッキョクグマが左利きなためである。青（紺色）は大西洋と北極海を表す。

グリーンランドの紋章にホッキョクグマが用いられたのはフレデリク3世時代の1666年からである。1819年にはグリーンランドのホッキョクグマがデンマーク国章に加えられた。現在の紋章はグリーンランドの芸術家イェンス・ロージングがデザインし、1989年5月1日にランスティングで採択されグリーンランドの紋章となった。

旧版
グリーンランド海外郡（英語版）（1953年–1979年）時代の紋章